# Immergrünes Felsenblümchen
Das Immergrüne Felsenblümchen (Draba aizoides) ist eine Pflanzenart aus der Gattung der Felsenblümchen (Draba) in der Familie der Kreuzblütengewächse (Brassicaceae).

## Beschreibung

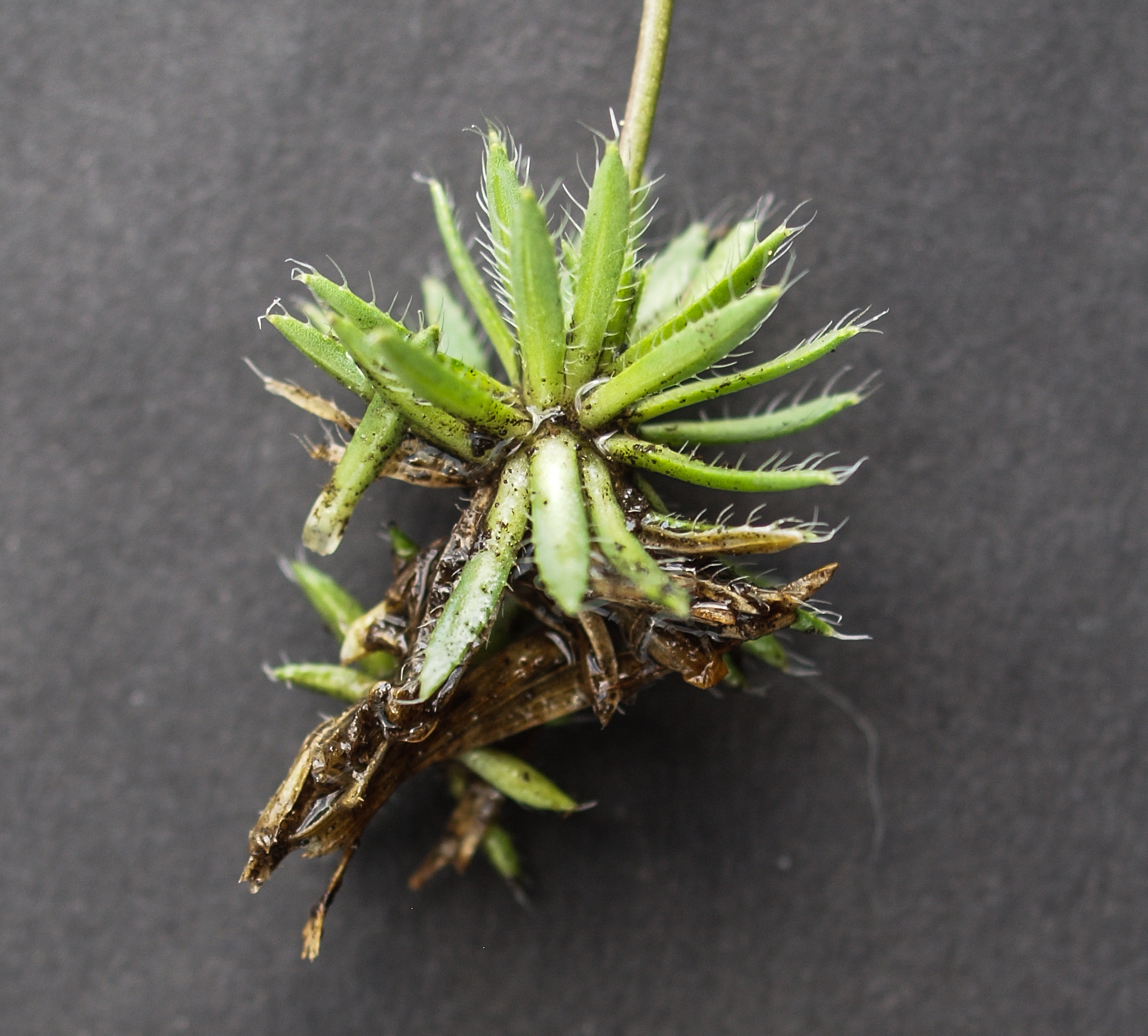
Habitus und Laubblätter

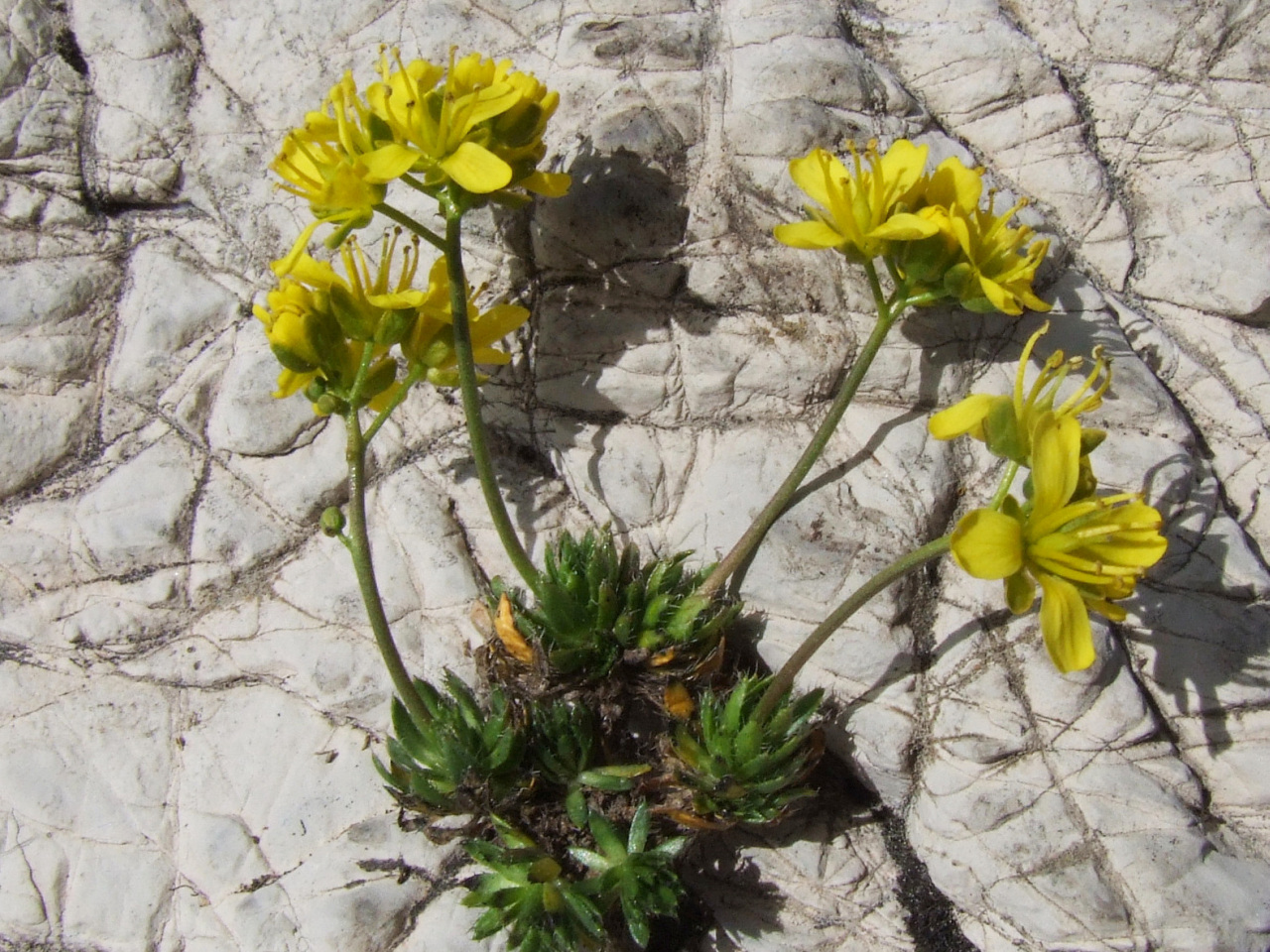
Habitus, Blütenstände und Blüten im Detail

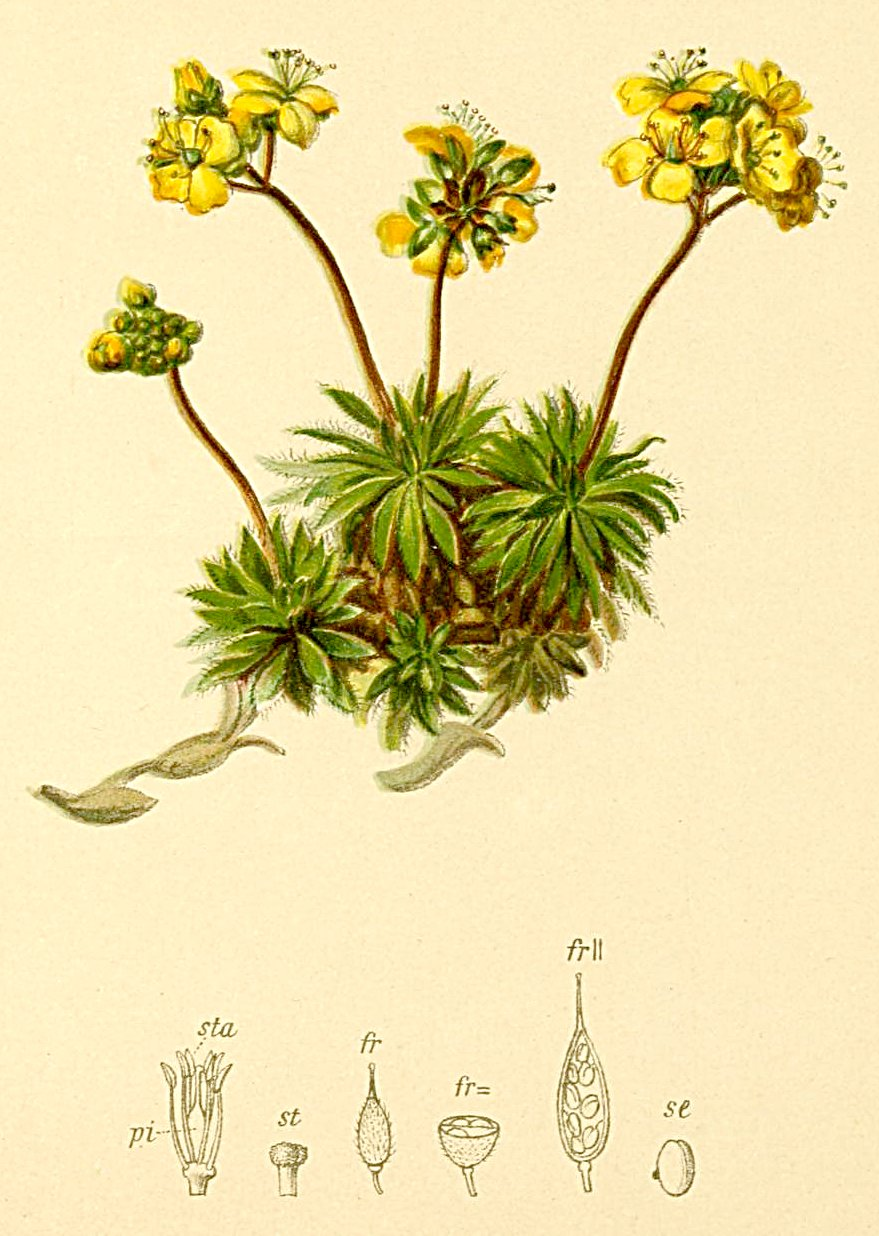
Illustration aus Atlas der Alpenflora

### Vegetative Merkmale
Das Immergrüne Felsenblümchen ist eine ausdauernde krautige Pflanze, die Wuchshöhen von 5 bis 10 Zentimetern erreicht. Die bis zu 2 Zentimeter langen Laubblätter bilden dichte Rosetten. Es sind keine Stängelblätter vorhanden. Die Blätter sind linealisch, 2,5 bis 20 Millimeter lang, am Grunde verbreitert, vorn kurz zugespitzt und am Rand steifborstig bewimpert.

### Generative Merkmale
Die Blütezeit reicht in Mitteleuropa je nach Standort von Februar bis August. Die traubigen Blütenstände enthalten drei bis zwanzig Blüten. Die gestielten, zwittrigen Blüten sind vierzählig.  Die Kelchblätter sind eiförmig, 3 bis 4,5 Millimeter lang und gelblichgrün. Die vier Kronblätter sind anfangs gelb und werden oft später weißlich. Die Kronblätter sind etwa so lang wie die Staubblätter. Die Griffel sind 1,5 bis 3 Millimeter lang. Die Fruchtstiele sind 5 bis 15 Millimeter lang und aufrecht abstehend. Die Schötchen sind 6 bis 13 Millimeter lang, oben zugespitzt, meist kahl und selten am Rand spärlich behaart.
Bei beiden Unterarten liegt Diploidie vor mit der Chromosomenzahl 2n = 16.

## Ökologie
Beim Immergrünen Felsenblümchen handelt es sich um einen krautigen Chamaephyten. Es ist durch immergrüne, ledrige Laubblätter an extreme Standorte ausgezeichnet angepasst. Die im Herbst vorgebildeten Blüten können auch ohne Schneeschutz überwintern. Bei schlechtem Wetter ist auch Selbstbestäubung möglich. Früchte reifen erst im Winter nach, daher zählt das Immergrüne Felsenblümchen zu den sogenannten Winterstehern.

## Vorkommen
Das Verbreitungsgebiet von Draba aizoides ist auf die Bergländer Süd- und Mitteleuropas beschränkt, von den Pyrenäen, dem Appennin und den Alpen bis zu den Karpaten mit Vorposten in Belgien und in Wales.
Die kalkliebende Pflanze bevorzugt Felsspalten und Steinschutt bis in die alpine Höhenstufe. Sie steigt im Kanton Wallis bis 3400 Meter Meereshöhe auf.
Bei den Vorkommen in der kollinen bis montanen Höhenstufe handelt es sich um Eiszeitrelikte. Draba aizoides kommt in Gesellschaften des Verbands Potentillion caulescentis zusammen mit dem Felsen-Kugelschötchen (Kernera saxatilis) vor.
Die ökologischen Zeigerwerte nach Landolt et al. 2010 sind in der Schweiz: Feuchtezahl F = 2w (mäßig trocken aber mäßig wechselnd), Lichtzahl L = 4 (hell), Reaktionszahl R = 5 (basisch), Temperaturzahl T = 1+ (unter-alpin, supra-subalpin und ober-subalpin), Nährstoffzahl N = 2 (nährstoffarm), Kontinentalitätszahl K = 3 (subozeanisch bis subkontinental).

## Systematik
Die Erstveröffentlichung von Draba aizoides erfolgte durch Carl von Linné. Ein Synonym für Draba aizoides L. ist Draba affinis Host.
Von Draba aizoides gibt es zwei Unterarten:
- Gewöhnliches Immergrünes Felsenblümchen (Draba aizoides L. subsp. aizoides): Sie hat mit einer Länge von nur 4 bis 6 Millimetern kleinere Kronblätter; ihre Rosettenblätter sind meist zusammenneigend und sie blüht von April bis Juli.
- Voralpisches Immergrünes Felsenblümchen (Draba aizoides subsp. beckeri (A.Kern.) Hörandl & Guterm., Syn.: Draba beckeri A.Kern.): Sie hat mit einer Länge von 6 bis 8 Millimetern größere Kronblätter; die Rosettenblätter sind meist spreizend und die Blütezeit reicht von Februar bis April. Sie kommt als Seltenheit nur in Niederösterreich, in der Steiermark und in den Kleinen Karpaten der Slowakei vor.